# Lycodes squamiventer
Lycodes squamiventer is een straalvinnige vissensoort uit de familie van puitalen (Zoarcidae). De wetenschappelijke naam van de soort is voor het eerst geldig gepubliceerd in 1904 door Adolf Severin Jensen. Jensen beschouwde ze als een ondersoort ("variëteit") van Lycodes pallidus Collett.
Specimens van deze soort werden verzameld op de wetenschappelijke expeditie van de Deense kruiser Ingolf in 1895-1896 in de noordelijke Atlantische Oceaan en de Noordelijke IJszee, onder meer bij IJsland en de Faeröer.